# 琼州叶蝉属
琼州叶蝉属（学名：Quiontugia）是叶蝉科下的一个属。

## 下属物种
本属包括以下物种：
- 斑翅琼州叶蝉 Quiontugia fuscomaculata Wei & Zhang, 2010